# Hans Linstow
Hans Ditlev Frantz von Linstow, plus connu sous le nom Hans von Linstow ou Hans Linstow, est un architecte et peintre dano-norvégien né le 4 mai 1787 à Hørsholm et mort le 10 juin 1851 à Christiania. S'il est surtout connu pour avoir été l'architecte du Palais royal d'Oslo, il a également conçu de nombreuses églises.